# Ozun
Pour les articles homonymes, voir Ozun (homonymie).
Ozun (en hongrois: Uzon) est une commune roumaine du județ de Covasna, dans le Pays sicule (aire ethnoculturelle et linguistique), en Transylvanie. Elle est compose des sept villages suivants:
- Bicfalău (Bikfalva)
- Lisnău (Lisznyó)
- Lisnău-Vale (Lisznyópatak)
- Lunca Ozunului (Vesszőstelep)
- Măgheruș (Sepsimagyarós)
- Ozun, siège de la commune
- Sântionlunca (Szentivánlaborfalva)

## Monuments et lieux touristiques
- Église réformée du village de Bicfalău (construite au XVe siècle), monument historique
- Église réformée du village de Lisnău (construite au XVe siècle), monument historique
- Église réformée du village de Ozun (construite au XVIIe siècle), monument historique[1]
- Églire roumain-catholique du village Sântionlunca (construite 1774), monument historique
- Chapelle Szentivány du Sântionlunca (construite au XVIIe siècle, monument historique
- Château Béldy Mikes du Ozun (construite au XVIIIe siècle), monument historique
- Manoir Dénes du Bicfalău (construite au XIXe siècle), monument historique[2]
- Manoir Pünkösti du Ozun (construite au XIXe siècle), monument historique
- Manoir Ujvárosy-Agoston du Ozun (construite 1810-1825), monument historique
- Manoir Temesvári du Ozun (construite au XIXe siècle), monument historique
- Porte sicule in Bicfalău (construite 1797), monument historique